# Ủy ban Chấp hành Trung ương Đảng Cộng sản Trung Quốc khóa II
Ủy ban Chấp hành Trung ương Đảng Cộng sản Trung Quốc khóa II (tiếng Trung: 中国共产党第二届中央执行委员会) là Ủy ban Trung ương Đảng do Đại hội Đại biểu Toàn quốc Đảng Cộng sản Trung Quốc lần thứ II. Ủy ban Chấp hành có nhiệm kỳ từ 7/1922 đến 6/1923.
Đây là cơ quan Trung ương đầu tiên của Đảng được bầu, tại kỳ Đại hội Đại biểu lần thứ nhất, một Ủy ban Trung ương đã không được bầu. Khóa của Ủy ban Trung ương lại dựa theo kỳ họp của Đại hội Đại biểu nơi bầu Ủy ban Trung ương, nên được gọi là khóa II. Tên gọi "Ủy ban Chấp hành Trung ương" đã được sử dụng cho đến khi Đại hội Đảng lần thứ 5 vào năm 1927, tại thời điểm đó nó được rút ngắn xuống Ủy ban Trung ương.

## Ủy viên
Cơ cấu tổ chức
- Ủy viên trưởng Ủy ban Chấp hành Trung ương Đảng: Trần Độc Tú
- Ủy viên Ủy ban Chấp hành Trung ương Đảng (5 ủy viên): Trần Độc Tú; Lý Đại Chiêu; Thái Hòa Sâm; Trương Quốc Đảo; Cao Quân Vũ

| Trần Độc Tú | Lý Đại Chiêu | Thái Hòa Sâm | Trương Quốc Đảo | Cao Quân Vũ |

- Ủy viên Dự khuyết Ủy ban Chấp hành Trung ương Đảng (2 ủy viên): Đặng Trung Hạ; Hướng Cảnh Dư

| Đặng Trung Hạ | Hướng Cảnh Dư |